# Feminismo del pintalabios
El feminismo del pintalabios, también conocido como feminismo lipstick o feminismo pintalabios, es una variedad del feminismo de la tercera ola que busca la aceptación de conceptos tradicionales de la feminidad, incluyendo el poder sexual de las mujeres, en conjunto a ideas feministas.
Al contrario que las campañas feministas tempranas que se centraban en los derechos básicos fundamentales de la mujer, empezando con el Movimiento del Sufragio Femenino, el feminismo del pintalabios busca determinar que las mujeres aún podrían ser feministas sin ignorar o negar su feminidad, particularmente en cuanto a su sexualidad. Durante la segunda ola del feminismo, las feministas se enfocaron solamente en la igualdad social y legal de las mujeres y rechazaban la apreciación de su sexualidad; algunas incluso aborrecían la idea de los hombres y a menudo tomaban características físicas e identidades que estaban lejos de ser el aspecto de una mujer promedio, por tanto creando estereotipos de como el feminismo y las feministas se ven. El feminismo pintalabios, por otra parte, aprecia los conceptos de la femineidad y la sexualidad femenina emitida desde el cuerpo de una mujer y la necesidad de apreciar el sexo. El feminismo lipstick también busca reclamar ciertas palabras despectivas y convertirlas en herramientas poderosas para su causa como la palabra "puta" como se ha visto en la Marcha de las Putas. Este movimiento se desarrolló en parte como una respuesta al reacción ideológica en contra de las variedades radicales del feminismo de la segunda ola, con los estereotipos negativos que generó de la "feminista fea" o "la feminista anti-sexo"; en parte, el resultado de la creencia que los éxitos del feminismo de la segunda ola habían permitido recuperar aspectos de la feminidad que antes se consideraban desapoderados, como el maquillaje o los tacones de aguja.

## Lenguaje

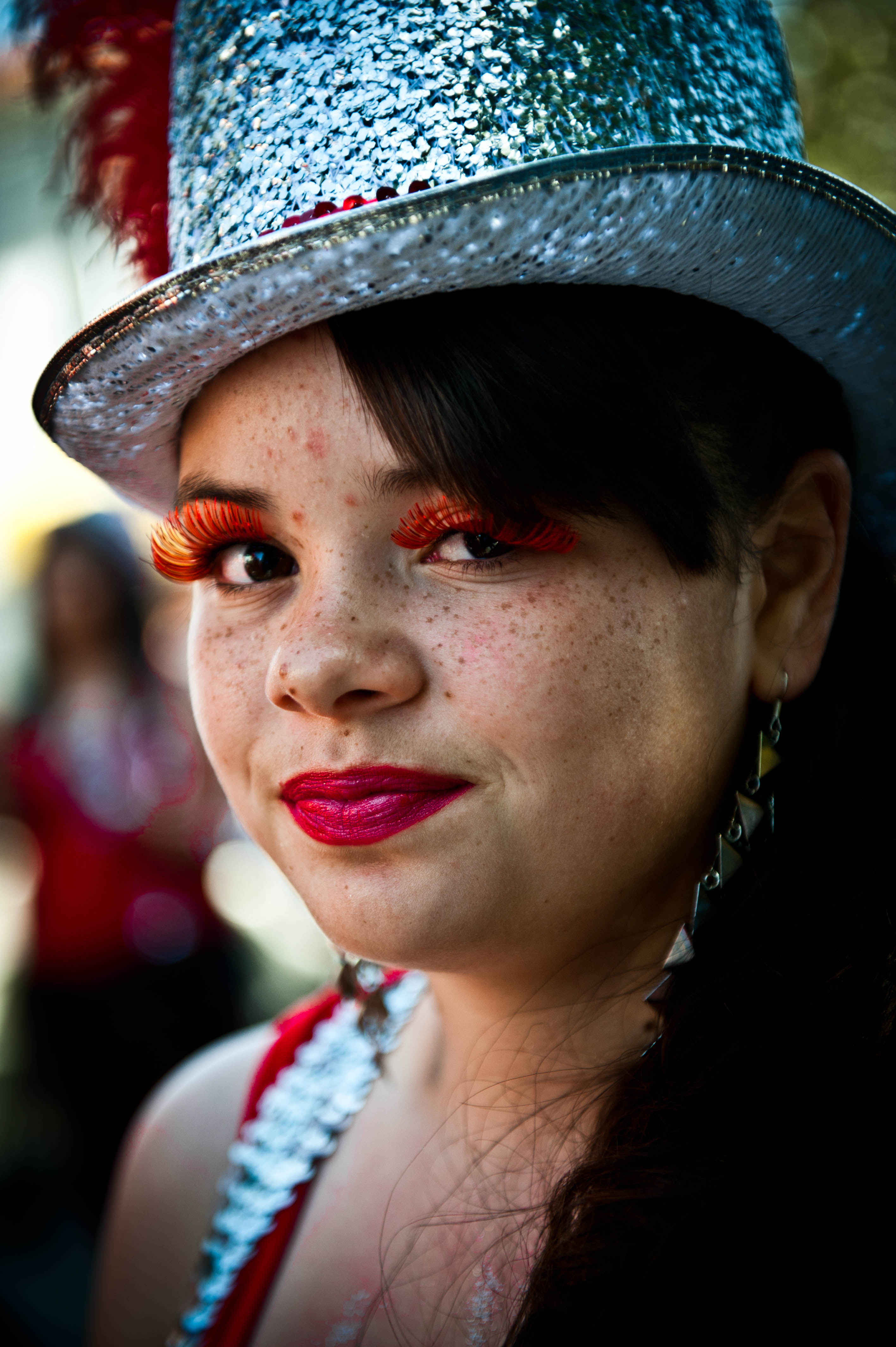
Foto de una mujer con sombrero y pintalabios rojo

Lingüísticamente, el feminismo del pintalabios propuso reclamar semánticamente, para el uso feminista, palabras ofensivas con estándares dobles, como "puta", a fin de que se eliminase el estigma social aplicado a una mujer cuyo comportamiento sexual es "patriarcalmente" interpretado para denotar a una "mujer inmoral" y libertina.

## Vista general
Filosóficamente, el feminismo del pintalabios propone que una mujer puede ser empoderada, psicológica, social y políticamente, mediante el uso de maquillaje cosmético, ropa sensualmente atractiva, y la apreciación del atractivo sexual para la imagen de sí misma como un ser sexual con confianza. La retórica de la elección y el empoderamiento se usa para validar tales prácticas sexualmente abiertas, debido a que ya no representan aquiescencia forzada a los roles de género establecidos por la sociedad, como la "chica buena", "la mujer amable", "la madre abnegada", "la hermana virtuosa", et alii.

Otras feministas objetan que el supuesto empoderamiento del feminismo lipstick es una contradicción filosófica donde una mujer elige objectificarse sexualmente a sí misma, y por tanto cesa de ser su propia mujer, en control ni de sí misma ni de su persona. En un debate continuo, el feminismo pintalabios contrapropone que la práctica del atractivo sexual es una forma de poder social en las relaciones interpersonales entre un hombre y una mujer, las cuales puede que ocurran en los campos de la igualdad cultural, social y de género.

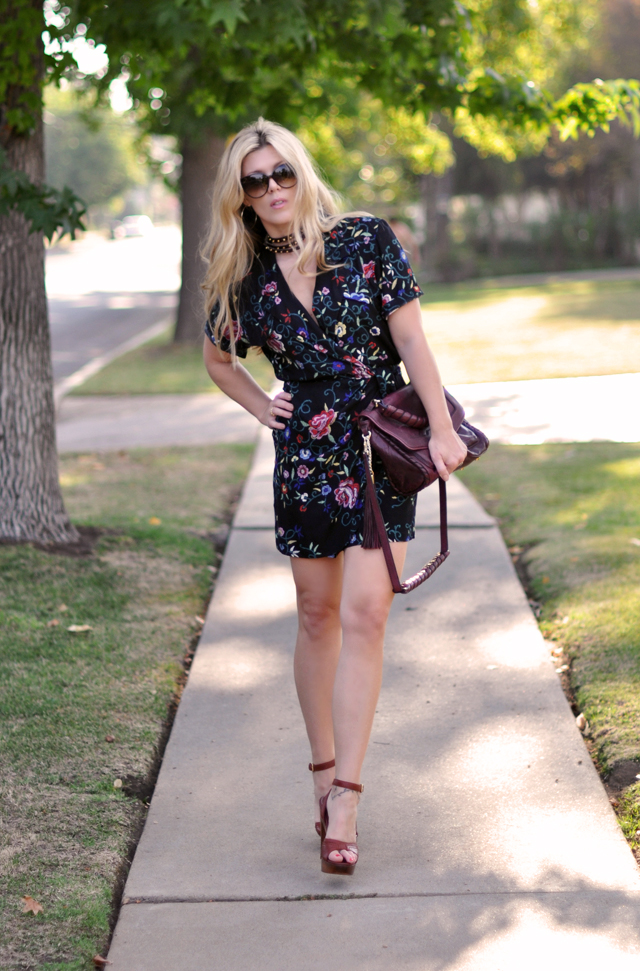
Mujer con vestido estampado corto caminando en la acera con bolso.
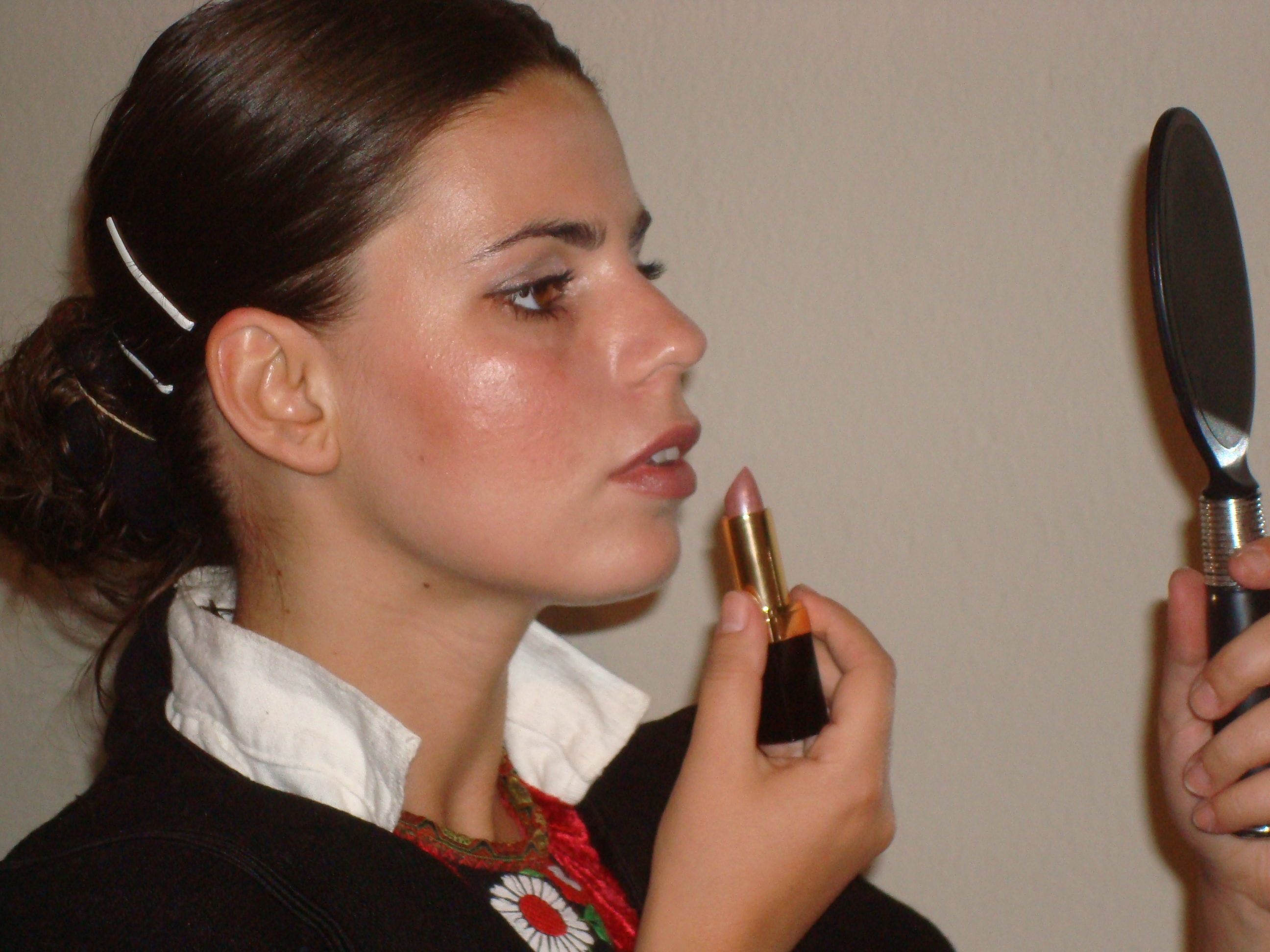
Feminismo del pintalabios: una mujer estudiante preparándose antes de entrar a clase.
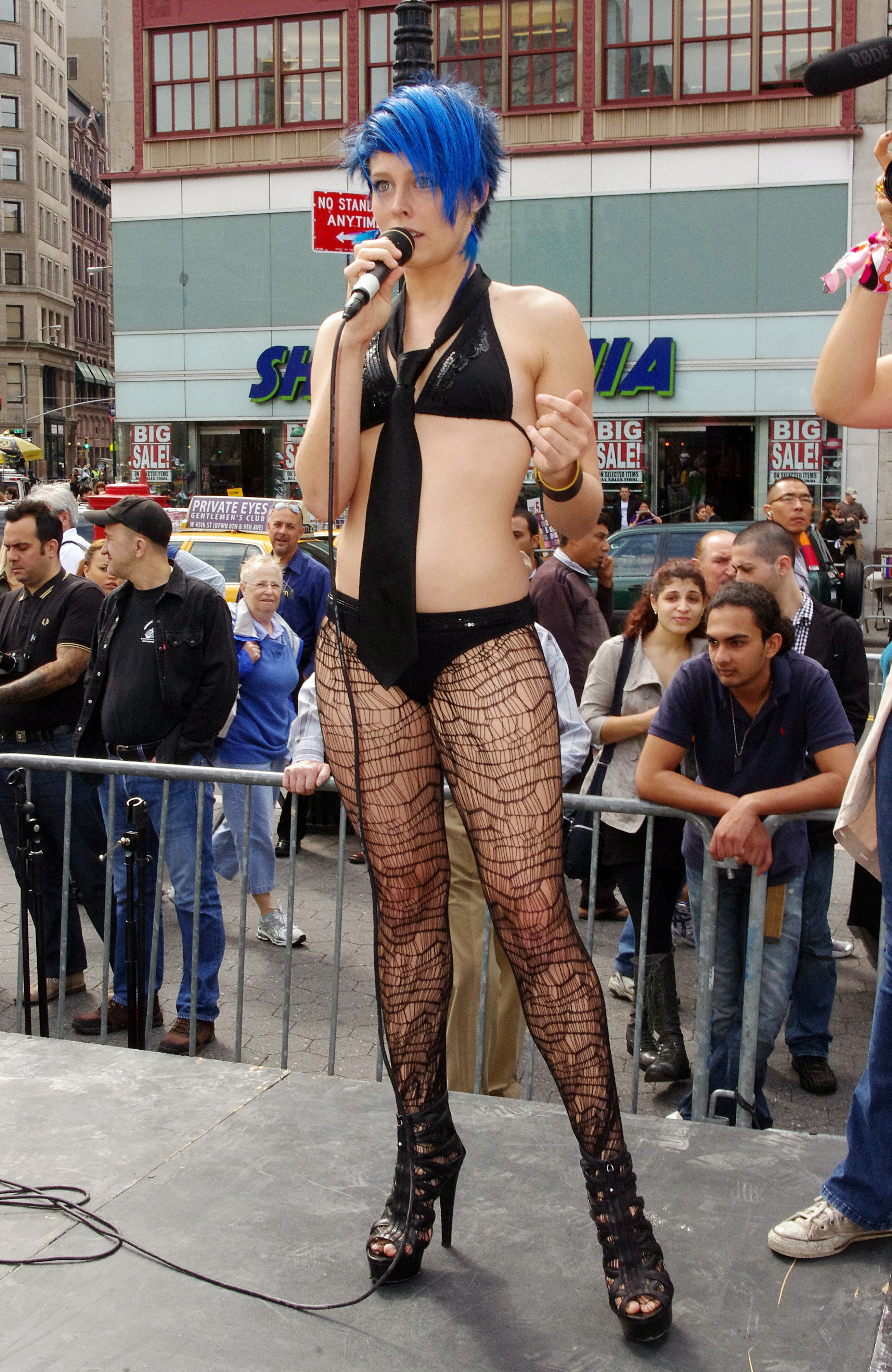
Una protestante en contra del slut-shaming durante la Marcha de las Putas en Nueva York.

### Feminismo de tacones de aguja
El feminismo de tacones de aguja, también llamado feminismo stiletto, feminismo de tacón o feminismo de zapatos de tacón, ve el uso posmoderno de la moda fetichista como algo que otorga empoderamiento: y extiende el argumento desde la aceptación del maquillaje hasta la validez de las mujeres que practican profesiones específicamente basadas en la belleza física, como el estriptis o el baile en barra, al igual que el exhibicionismo o exhibicionismo lésbico (chicas con chicas)

## En la cultura popular
- En la serie televisiva estadounidense The West Wing, el quincuagésimo séptimo episodio titulado "Night Five", presenta una escena donde los personajes debaten los méritos del feminismo de pintalabios. La mujer protagonista decide que da empoderamiento, mientas determina que la ideología anti-sexo distrae de las cuestiones importantes como la equidad de pago y "juro por Dios, el acoso sexual"[7]

## Otras lecturas
- F. R. Levy, Cerdos Femeninos Chauvinistas (2005).
- Sylvia Walby, El Futuro de Feminismo (2011).